# محوطه قز قلعه
محوطه قز قلعه مربوط به دوران‌های تاریخی پس از اسلام است و در شهرستان آبیک، روستای قز قلعه واقع شده و این اثر در تاریخ ۱۱ شهریور ۱۳۸۲ با شمارهٔ ثبت ۹۷۸۴ به‌عنوان یکی از آثار ملی ایران به ثبت رسیده‌است.